# Rusca Montană (sit SCI)
Rusca Montană este o arie protejată (arie specială de conservare — SAC, sit de importanță comunitară — SCI) din România, desemnată în scopul protejării biodiversității și menținerii într-o stare de conservare favorabilă a florei spontane și faunei sălbatice, precum și a habitatelor naturale de interes comunitar aflate în arealul zonei protejate. Aceasta se întinde pe o suprafață de 12.771,8 ha, integral pe uscat.

## Localizare
Situl Rusca Montană se întinde pe teritoriile administrative ale județelor Caraș-Severin (Rusca Montană) și Hunedoara (Lunca Cernii de Jos). Centrul acestuia este situat la coordonatele 45°36′29″N 22°24′25″E / 45.608147°N 22.406939°E.

## Înființare
Situl Rusca Montană (ROSCI0219) a fost declarat sit de importanță comunitară în decembrie 2007 pentru a proteja 18 specii de animale. Situl a fost protejat și ca arie specială de conservare în mai 2022. Acesta include rezervația naturală Rusca Montană.

## Biodiversitate
Situată în ecoregiunea alpină a Munților Poiana Ruscă, aria protejată conține 4 habitate naturale: Păduri tip Luzulo-Fagetum, Păduri tip Asperulo-Fagetum, Păduri aluviale cu Alnus glutinosa și Fraxinus excelsior (Alno-Padion, Alnion nicanae, Salicion albae); și Păduri dacice de fag (Symphyto-Fagion).
La baza desemnării sitului se află 18 de specii faunistice protejate la nivel european sau aflate pe lista roșie a IUCN; astfel:
- amfibieni (1): ivorașul-cu-burta-galbenă (Bombina variegata)[5],
- mamifere (4): urs brun (Ursus arctos)[6], lup cenușiu (Canis lupus)[7], vidră de râu (Lutra lutra)[8], râs eurasiatic (Lynx lynx);
- nevertebrate (7): croitorul alpin (Rosalia alpina), cărăbuș (Carabus variolosus), cosaș (Isophya stysi), cosașul transilvan (Pholidoptera transsylvanica), fluturele flitirar (Euphydryas maturna), fluturele purpuriu (Lycaena dispar), fluture-țestos (Nymphalis vaualbum);
- pești (6): mreană balcanică (Barbus balcanicus), zglăvoacă (Cottus gobio)[9], chișcar (Eudontomyzon danfordi).[10], boarță (Rhodeus amarus), porcușor de vad (Romanogobio uranoscopus), câră (Sabanejewia balcanica).[3]

Pe lângă speciile protejate aflate la baza desemnării sitului, pe teritoriul acestuia au mai fost identificate 16 de specii de animale protejate la nivel european prin Directiva C.E. 92/43/CE (anexa I-a) din 21 mai 1992 (privind conservarea habitatelor naturale și a speciilor de faună și floră sălbatică)..